# Orinda
Orinda – miasto w Stanach Zjednoczonych, w stanie Kalifornia, w hrabstwie Contra Costa. W 2000 liczyło 17 599 mieszkańców.